# Улица Обручева (Москва)
У́лица О́бручева — улица на юго-западе Москвы между Ленинским и Севастопольским проспектами. Её продолжениями являются улица Лобачевского и Балаклавский проспект
Пересекает Профсоюзную улицу. Слева примыкают: улица Эльдара Рязанова, улица Новаторов, улица Архитектора Власова, Старокалужское шоссе и Научный проезд. Справа примыкают улицы: Академика Волгина и Введенского. Нумерация домов ведётся от Ленинского проспекта.

## Происхождение названия
Названа 15 июля 1965 года в честь В. А. Обручева (1863—1956) — геолога, географа, исследователя Сибири, Средней и Центральной Азии. Расположена в районе, где сосредоточены улицы, названные именами русских учёных.

## История
Улица возникла в 1961—1962 годах как отрезок проектирующегося шоссе Кашира-Рублёво, носивший условное название «Проектируемый проезд 3758». В 1962—1963 годах обе стороны начального участка улицы застраиваются пятиэтажными домами 38-го квартала Юго-Запада. В 1965—1966 годах нечётная сторона конечного участка улицы застраивается 12-ти этажными домами микрорайона Зюзино. В середине 1960-х годов на улице построено несколько промышленных предприятий, таким образом жилая застройка оказалась только в начале и в конце улицы. Из-за крупного строительства, ведущегося здесь в первой половине 1960-х годов, автобусная остановка в конце улицы называлась «Стройплощадка (Мосстрой № 2)». В 1974 году на улице открыта станция метро Калужская. Большинство пятиэтажных домов 38-го квартала Юго-Запада в 2000—2008 годах были снесены, на их месте строятся новые жилые комплексы.

## Примечательные здания и сооружения
По нечётной стороне:
- № 31 — Московский завод по обработке специальных сплавов

По чётной стороне:
- № 16, корп. 2 — жилой дом. Здесь в 1968—2007 годах жил химик-органик И. В. Торгов[3].
- № 20 — жилой дом. Здесь жил генетик и селекционер В. А. Струнников[4].
- № 28, корп. 3 — жилой дом. Здесь в 1980—2000 годах жил философ В. С. Швырёв[5].
- № 30 — Новый бизнес-центр «Кругозор» (в реконструированном здании бывшего завода игрушек с одноименным названием)
- № 32/84 — Институт космических исследований (ИКИ РАН)
- № 46 — Мосгражданпроект

## Воинский памятник

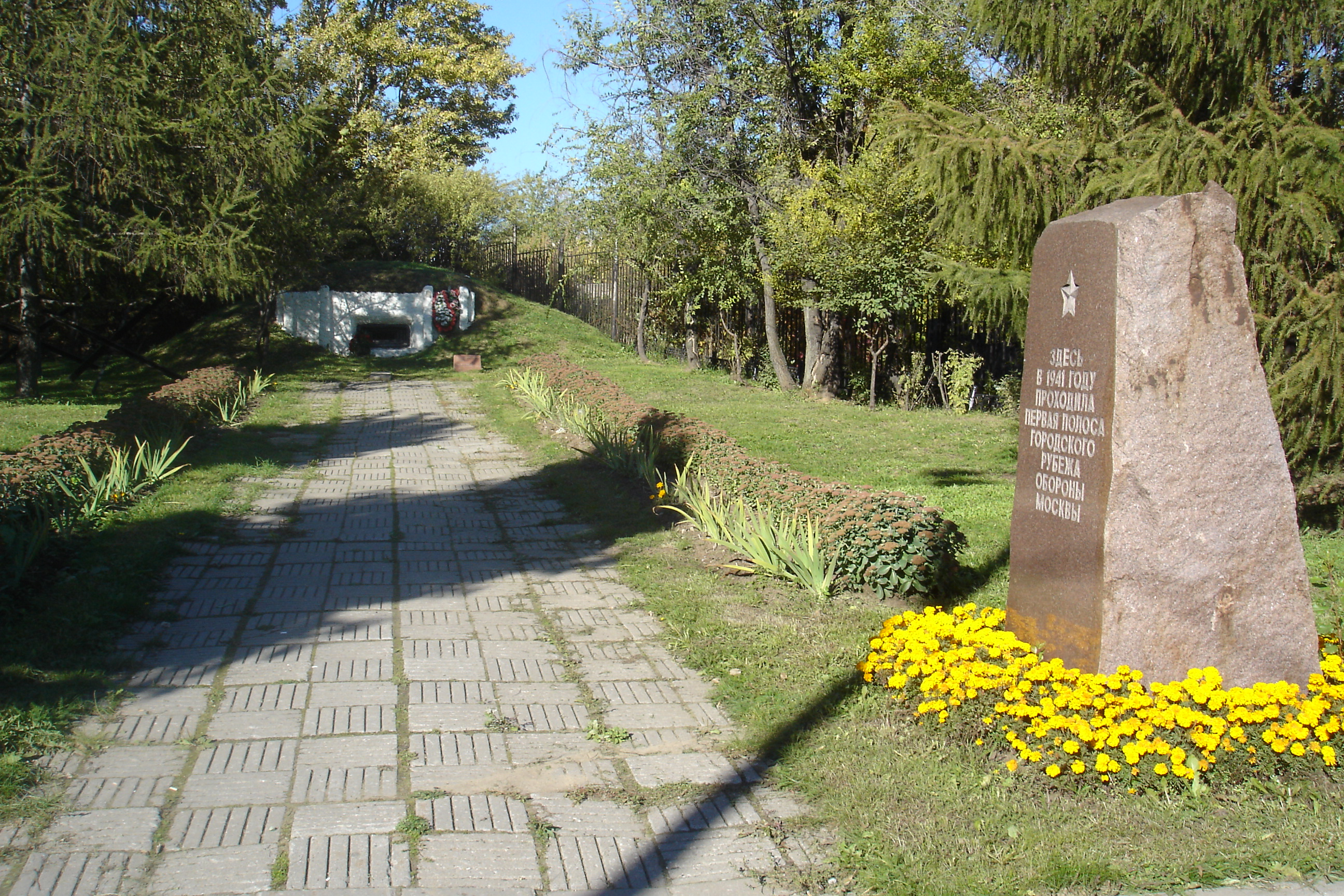
ДОТ и памятный камень на улице Обручева.

- около дома № 23 — бетонный дот-памятник воинам 5-й московской стрелковой дивизии, созданный на линии обороны Москвы (1980, архитектор — Ш. А. Айрапетов).

## Транспорт
Станции метро «Калужская» и «Воронцовская» — в непосредственной близости к улице, а также станции «Новаторская» и «Зюзино» ближе к концам улицы.
По улице проходят автобусы: 1, 224, 246, 273, 404, 642, 699, 816, 915, 938, 961, е12, м84, м90, с13, с163, с923, с954, н16.